# مسؤولية بالإنابة
المسؤولية التقصيرية بالوكالة (المسؤولية بالنيابة)، هي نوع من المسؤولية الصارمة والثانوية التي تنشأ بموجب مبدأ القانون العام الخاص بالوكالة، المعروف بـ"respondeat superior"، والذي يعني مسؤولية الشخص الأعلى رتبة عن أفعال مرؤوسيه، أو بشكل أوسع مسؤولية أي طرف ثالث يمتلك "الحق أو القدرة أو الواجب في السيطرة" على أنشطة المخالف. ويمكن تمييزها عن المسؤولية التساهمية، وهي شكل آخر من المسؤولية الثانوية، والتي تستند إلى نظرية التعويض عن الأضرار الخاصة بالمؤسسة، حيث إن المعرفة ليست شرطًا في المسؤولية التقصيرية بالوكالة على عكس المسؤولية التساهمية.
تطور القانون ليقر بأن بعض العلاقات بطبيعتها تتطلب من الشخص الذي يوكل آخرين أن يتحمل المسؤولية عن الأخطاء التي يرتكبها هؤلاء الآخرون. ومن أهم هذه العلاقات عمليًا هي علاقة صاحب العمل بالموظف.